# 日鉄エンジニアリング
日鉄エンジニアリング株式会社（にってつエンジニアリング、英文社名 NIPPON STEEL ENGINEERING CO., LTD.）は、東京都品川区大崎に本社を置く、日本製鉄グループの設備建設業者。鉄鋼生産設備を始めとする産業機械・装置や鋼構造物などの建設を行う。電気事業者でもある。

## 概要
大手鉄鋼メーカー日本製鉄（旧・新日本製鐵→新日鐵住金）の傘下の企業である。1974年（昭和46年）に発足した新日鉄のエンジニアリング事業部が、2006年（平成18年）に独立して発足した。
鉄鋼生産設備や廃棄物処理設備などの産業機械・設備、石油・天然ガス採掘プラットフォームやパイプラインなどのエネルギー関連設備・海洋鋼構造物、物流施設やビルなどの鋼構造建築物の建設を行う。電気事業者の一種特定規模電気事業者（PPS）でもあり、電力の小売も手がける。
本社は東京都品川区にあり、日本国内の3都市（名古屋市・大阪市・福岡市）に支社を置く。日本国外の拠点は東アジア地域に点在する。

## 沿革
- 1974年（昭和49年）6月 - 新日鉄にエンジニアリング事業部が発足。
- 2001年（平成13年）3月1日 - 電力事業開始。
- 2006年（平成18年）
  - 2月13日 - 新日鉄エンジニアリング株式会社設立。
  - 7月1日 - 新日鉄のエンジニアリング事業部を会社分割により継承、営業開始。
- 2007年（平成19年）
  - 4月1日 - 国内パイプライン事業を日鉄パイプライン（現・日鉄パイプライン&エンジニアリング）に、国内橋梁事業を日鉄ブリッジ（現・日鉄トピーブリッジ）に移管。
  - 9月21日 - 鋼橋工事入札に関する事件（橋梁談合事件）[1]について、東京高等裁判所で罰金刑判決。
- 2008年（平成20年）10月15日 - ガス導管工事の独占禁止法違反[2]に関し、国土交通省より建設業法に基づき15日間の営業停止命令（一部地域で、民間土木工事の営業を停止）を受ける。
- 2010年（平成22年）
  - 1月12日 - 上記の鋼橋工事入札に関する事件で、国土交通省より45日間の営業停止命令（公共・一部の民間鋼構造物工事の営業を停止）を受ける。
  - 4月1日 - 国外橋梁事業を日鉄トピーブリッジに移管。
- 2012年（平成24年）
  - 1月27日 - 橋梁事業（橋梁商品事業を除く）から撤退を発表[3]。
  - 10月1日 - 新日鉄住金エンジニアリング株式会社に社名変更。
- 2019年（平成31年）4月1日 - 親会社の社名変更に伴い、日鉄エンジニアリング株式会社に社名変更。

## 主な製品
- 鉄鋼生産設備 - 高炉・転炉・電気炉・連続鋳造機・加熱炉・圧延機・めっきラインなど
- 廃棄物処理設備 - ガス化溶融炉など
- 海洋・エネルギー関連設備 - 石油・天然ガス採掘プラットフォーム・パイプライン・天然ガス液化設備・出荷設備・海洋鋼構造物（人工島など）など
- 鋼構造建築物 - ビル・物流施設など
- 電力

## 関係会社
- 日鉄環境エネルギーソリューション株式会社 - 廃棄物処理設備およびエネルギー供給施設の操業・メンテナンスを担当。
- 日鉄パイプライン&エンジニアリング株式会社 - 国内のパイプライン・水道の製作・施工を行う。
- 株式会社エヌエスウインドパワーひびき - 北九州市若松区で風力発電所を運営。
- 株式会社エヌエスエネルギー袖ヶ浦 - 千葉県袖ケ浦市で発電所を運営。
- 旭化成エヌエスエネルギー株式会社 - 宮崎県延岡市で火力発電所を運営。
- 株式会社フロンティアエネルギー新潟 - 新潟県新潟市で火力発電所を運営。

### 主要海外法人
- 日鉄設備工程（上海）有限公司 - 中国で鉄鋼設備の販売などを行う。
- 北京中日聯節能環保工程技術有限公司 - 中国でエネルギー・環境関連設備の設計・製造などを行う。
- 華新金属結構有限公司 - 中国で鉄骨の加工・施工を行う。
- P.T.Nippon Steel & Sumikin Construction Indonesia - インドネシアで石油・ガス開発施設の設計などを行う。
- P.T.Nippon Steel and Sumikin Batam Offshore Service - インドネシアで石油・ガス開発施設の加工などを行う。
- Thai Nippon Steel & Sumikin Engineering & Construction Corp., Ltd. タイで石油・ガス開発施設の設計・加工などを行う。
- Nippon Steel & Sumikin Construction Malaysia Sdn. Bhd. - マレーシアで石油・ガス開発施設の施工を行う。